# Quercus macrolepis

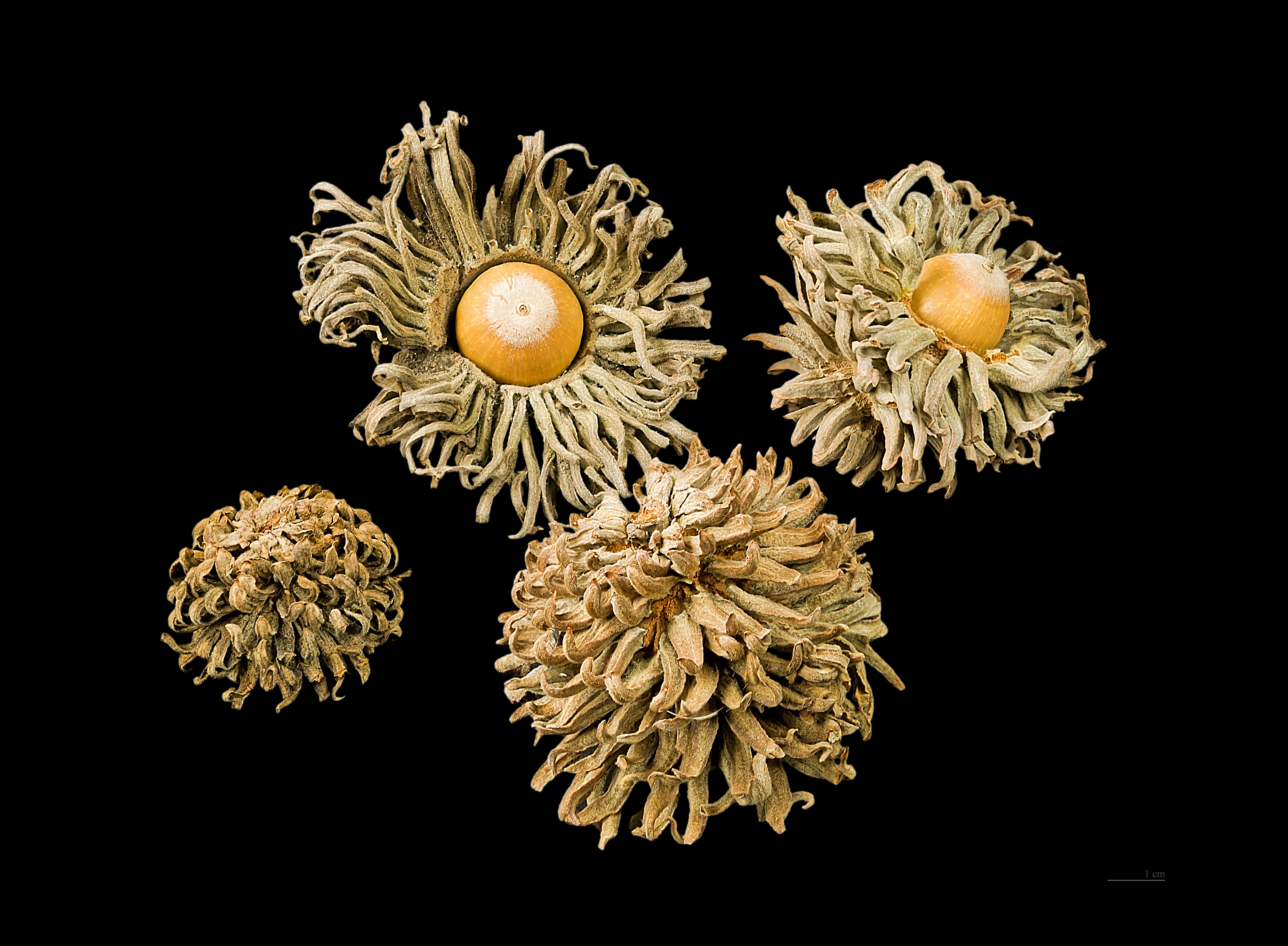
Quercus ithaburensis ssp.macrolepis

a)Cúpula, b) gla, c) Escala

Silueta de la fulla

Quercus macrolepis és un arbre de la família de les fagàcies.
Es troba al sud de la Mediterrània, als Balcans, inclosa les Illes gregues al Marroc, i a l'Àsia Menor.

## Descripció
Té branques separades que formen un cap globular de pèl, de color marró groguenc quan és jove, i quan n'és més vell glabres, llises i grises.
Té flors monoiques que floreixen a l'abril.
El fruit és una sola gla o en grups de 2-3, grans 4 x 2 cm, que maduren en el segon any i estan protegides per una cúpula semiesfèrica amb grans escales.
Les copes, conegudes com a Valònia, s'utilitzen per a l'adoberia i per a tenyir igual que les glans verdes anomenades camata o camatina. Les glans madures es mengen crues o cuites.

## Hàbitat i distribució
Es tracta d'una espècie de la Mediterrània oriental, els Balcans, les illes gregues i a Àsia Menor.

## Sinonímia
- Quercus aegilops subsp. look
- Quercus brantii subsp. look
- Quercus ithaburensis var. calliprinoides
- Quercus ithaburensis var. dolicholepis
- Quercus ithaburensis var. subcalva
- Quercus ithaburensis var. subinclusa
- Quercus look Kotschy

## Subespècies i varietats
N'hi ha 2 subespècies:

### Subespècie ithaburensis
A.Camus n ° 115 
del tipus descrit anteriorment

### Subespècie macrolepis
(Kotschy) Hedge & Yaltirik 1982
- Quercus aegilops L.
- Quercus aegilops subsp. macrolepis
- Quercus aegilops var. macrolepis
- Quercus aegilops var. oliveriana
- Quercus aegilops subsp. pyrami
- Quercus aegilops var. pyrami
- Quercus aegilops var. taygetea
- Quercus aegilops subsp. ungeri
- Quercus aegilops var. ungeri
- Quercus aegilops subsp. vallonea
- Quercus cretica Bald.
- Quercus echinata Lam.
- Quercus ehrenbergii Kotschy
- Quercus graeca Kotschy
- Quercus hypoleuca Kotschy ex A.DC.
- Quercus ithaburensis subsp. ungeri
- Quercus macrolepis Kotschy
- Quercus macrolepis var. ortholepis
- Quercus macrolepis var. vallonea
- Quercus massana Ehrenb. ex Wenz.
- Quercus pyrami Kotschy
- Quercus ungeri Kotschy
- Quercus vallonea A.DC.
- Quercus vallonea Kotschy
- Quercus ventricosa (Koehne)